# الفاخر
شركة الفاخر لتجارة التبغ هي شركة تبيع معسل النارجيلة، أسست سنة 1999 م، مقرها في الأردن ولها معمل تعبئة في عجمان في الإمارات.
الشركة الأم للفاخر هي «شركة الاقبال للاستثمار» ومقرها عمان. وتوظف شركة الفاخر نحو 600 موظف في مصنعها. وفي العام 2016 م حققت اربحا بنحو 40 مليون دينار بعد خصم الضرائب.